# Паранг (гора)
Пара́нг или Гу́нунг Пара́нг (индон. Gunung Parang, от гунунг — гора, паранг — вид тесака) — гора в западной части индонезийского острова Ява. Находится на территории округа Пурвакарта, входящего в состав провинции Западная Ява.

## Описание
андезитовая гора, сложенная вулканическими породами имеет три вершины на гребне, простирающемся примерно на 1,5 км с севера на юг, самая высокая из которых имеет высоту 963 метра над уровнем моря.

## Альпинизм
Гора имеет три основные вершины, более известные как Башня 1, Башня 2 и Башня 3, а также несколько других вершин меньшего размера. Доступны различные маршруты для скалолазания, но самый популярный маршрут для восхождения - «240» на Башню 2, проложенный Skygers, группой скалолазов из Бандунга. Маршрут «Спецназ» на Башне 3 проложен спецназом индонезийской армии.